# 周全平
周全平（1902年—1983年），原名周承澍，号震仲，别名霆生，笔名全平、金干，男，江苏宜兴人，中国作家。